# Olga Stankovičová
Olga Stankovičová (1945 Havlíčkův Brod – 17. května 2011) byla česká knihovnice, editorka a signatářka Charty 77.

## Životopis
Narodila se v roce 1945 v Německém Brodě. Vystudovala střední ekonomickou školu. Poté studovala dva semestry knihovnictví a angličtinu na Universitě Jana Evangelisty Purkyně v Brně. Po ukončení studia pracovala v okresních kulturních institucích. Následně se přestěhovala do Prahy. Zde absolvovala Filozofickou fakultu Univerzity Karlovy, obor knihovnictví. Poté až do důchodu pracovala v knihovně Orientálního ústavu Akademie věd České republiky. Zároveň byla aktivní v disentu. Začátkem 70. let napsala pohádku Pracháček. Velké dobrodružství se zlatou žábou., která byla oficiálně vydána v roce 2015. V roce 1980 podepsala Chartu 77. V letech 1981–1989 vydávala samizdatový časopis Nový Brak. Byla tajemnicí Výboru dobré vůle – Nadace Olgy Havlové. Zemřela 17. května 2011.
Jejím manželem byl básník, knihovník, editor a filmový kritik Andrej Stankovič.